# 长萼棘豆
长萼棘豆（学名：Oxytropis parasericeopetala）为豆科棘豆属下的一个种。